# Paralympische Winterspelen 1980
De IIe Paralympische Winterspelen werden in 1980 gehouden in Geilo, Noorwegen. België en Nederland namen niet deel aan deze Paralympische Spelen.

## Sporten
Tijden deze spelen stonden er drie sporten op het programma. Het priksleeën stond deze editie voor het eerst op het paralympische programma. Tussen haakjes staat het aantal onderdelen per sport, de sporten tijdens deze spelen waren:
Alpineskiën (22)
Langlaufen (27)
Priksleeën (14)

## Medaillespiegel
Het IPC stelt officieel geen medaillespiegel op, maar geeft desondanks een medailletabel ter informatie. In de spiegel wordt eerst gekeken naar het aantal gouden medailles, vervolgens de zilveren medailles en tot slot de bronzen medailles.
De onderstaande tabel geeft de top-10. In de tabel heeft het gastland een blauwe achtergrond.
| Plaats | Land                     | NPC | Goud | Zilver | Brons | Totaal |
| 1      | Noorwegen                | NOR | 23   | 21     | 10    | 54     |
| 2      | Finland                  | FIN | 15   | 7      | 12    | 34     |
| 3      | Oostenrijk               | AUT | 6    | 10     | 6     | 22     |
| 4      | Zweden                   | SWE | 5    | 3      | 8     | 16     |
| 5      | Zwitserland              | SUI | 4    | 2      | 3     | 9      |
| 6      | Verenigde Staten         | USA | 4    | 1      | 1     | 6      |
| 7      | Bondsrepubliek Duitsland | FRG | 3    | 5      | 9     | 17     |
| 8      | Canada                   | CAN | 2    | 3      | 1     | 6      |
| 9      | Frankrijk                | FRA | 1    | 1      | 1     | 3      |
| 10     | Tsjecho-Slowakije        | TCH | 0    | 1      | 0     | 1      |

## Deelnemende landen
De volgende 18 Nationaal Paralympisch Comités werden tijdens de Spelen door een of meerdere sporters vertegenwoordigd: